# Pseudodiaptomus mertoni
Pseudodiaptomus mertoni is een eenoogkreeftjessoort uit de familie van de Pseudodiaptomidae. De wetenschappelijke naam van de soort is voor het eerst geldig gepubliceerd in 1924 door Früchtl.